# Kenny Gregory
William Kendrick Gregory, detto Kenny (Columbus, 16 novembre 1978), è un ex cestista statunitense, professionista nella NBDL e in Europa.

## Statistiche

### College
| Anno      | Squadra         | PG  | PT | MP   | TC%  | 3P%  | TL%  | RP  | AP  | PRP | SP  | PP   |
| --------- | --------------- | --- | -- | ---- | ---- | ---- | ---- | --- | --- | --- | --- | ---- |
| 1997-1998 | Kansas Jayhawks | 39  | 5  | 15,8 | 50,4 | 31,3 | 40,7 | 2,0 | 1,3 | 0,5 | 0,2 | 7,1  |
| 1998-1999 | Kansas Jayhawks | 33  | 18 | 25,3 | 47,0 | 31,4 | 47,8 | 4,7 | 1,7 | 0,5 | 0,3 | 11,3 |
| 1999-2000 | Kansas Jayhawks | 34  | 33 | 23,2 | 57,7 | 15,4 | 41,9 | 4,4 | 1,8 | 0,8 | 0,4 | 12,8 |
| 2000-2001 | Kansas Jayhawks | 30  | 30 | 31,7 | 56,7 | 38,6 | 42,4 | 7,3 | 2,4 | 1,0 | 0,2 | 15,6 |
| Carriera  | Carriera        | 136 | 86 | 23,5 | 53,3 | 32,5 | 43,8 | 4,4 | 1,8 | 0,7 | 0,3 | 11,4 |

### Eurolega
| Anno      | Squadra          | PG | PT | MP   | TC%  | 3P%  | TL%  | RP  | AP  | PRP | SP  | PP   |
| --------- | ---------------- | -- | -- | ---- | ---- | ---- | ---- | --- | --- | --- | --- | ---- |
| 2006-2007 | Le Mans          | 14 | 14 | 33,0 | 53,9 | 52,0 | 59,3 | 5,4 | 2,2 | 0,4 | 0,3 | 14,9 |
| 2007-2008 | Anadolu Efes     | 20 | 18 | 27,5 | 56,4 | 54,3 | 67,7 | 3,8 | 1,2 | 0,6 | 0,2 | 11,1 |
| 2010-2011 | Olimpija Lubiana | 16 | 16 | 34,5 | 49,5 | 22,2 | 51,4 | 6,1 | 1,6 | 0,6 | 0,3 | 14,0 |
| 2011-2012 | Nancy            | 3  | 2  | 26,8 | 43,3 | 0,0  | 50,0 | 2,7 | 0,3 | 1,7 | 0,0 | 10,0 |
| Carriera  | Carriera         | 53 | 50 | 31,1 | 52,4 | 45,7 | 58,4 | 4,8 | 1,5 | 0,6 | 0,2 | 12,9 |

## Palmarès

### Squadra
- Campionato francese: 1

Le Mans: 2005-06
- Semaine des As: 1

Le Mans: 2006
- Coppa di Slovenia: 1

Union Olimpija: 2011

### Individuale
- McDonald's All-American Game (1997)
- All-USBL First Team (2002)